# オリジナル。
「オリジナル。」は、TrySailの楽曲。岡田麿里が作詞、クラムボンのミトが作曲を手掛けた。ユニットの5枚目のシングルとして、2017年2月8日にアニプレックスから発売された。

## 背景・音楽性
「オリジナル。」は、テレビアニメ『亜人ちゃんは語りたい』のオープニングテーマとして制作された。HoneyWorksとのコラボレーションシングルである「センパイ。」同様青春を題材とした楽曲であるが、同作が恋の歌であるのに対し、本曲は友情の歌で、『亜人ちゃんは語りたい』に登場するキャラクターの心情に寄り添い、前半は自分の個性を模索して後半では互いに個性を分かり合える相手を見つけるストーリーの歌詞となっている。
2017年1月7日に行われたライブイベント『LAWSON presents TrySail First Live Tour “The Age of Discovery”calling at NAGOYA』にて初披露された。

## シングルリリース
2017年2月8日にアニプレックスから発売された。オリジナルシングルとしては「High Free Spirits」から9ヶ月ぶりのリリースとなる。初回生産限定盤・期間生産限定盤・通常盤の3形態で発売され、初回生産限定盤にはアーティストミュージック・ビデオを収録したDVD、期間生産限定盤にはテレビアニメ『亜人ちゃんは語りたい』のオープニングテーマバージョンの楽曲及び、同アニメのノンクレジットオープニング映像を収録したDVDが同梱された。また同日より、音楽配信も行われている。

## アートワーク、ミュージック・ビデオ
初回生産限定盤・通常盤のジャケットは雨宮が傘、麻倉がカゴ、夏川が帽子を持った写真になっている。この小物は例えば夏川は「夏」から帽子、といったように選ばれた。
ミュージック・ビデオはお互いを知らない3人が何かに引き寄せられて集まっていくストーリーが展開されている。ソロのシーンが多く、3人一緒に写るのは最後に展望台に集まるシーンのみとなっている。歌唱パートは静岡県の天文台で撮影が行われた。

## シングル収録内容

### 初回生産限定盤・通常盤
| #         | タイトル                       | 作詞      | 作曲              | 編曲              | 時間  |
| --------- | ------------------------------ | --------- | ----------------- | ----------------- | ----- |
| 1.        | 「オリジナル。」               | 岡田麿里  | ミト (クラムボン) | ミト (クラムボン) | 4:59  |
| 2.        | 「Chip log」                   | 渡辺翔    | 渡辺翔            | 増田武史          | 4:25  |
| 3.        | 「オリジナル。」(Instrumental) |           |                   |                   | 4:59  |
| 4.        | 「Chip log」(Instrumental)     |           |                   |                   | 4:22  |
| 合計時間: | 合計時間:                      | 合計時間: | 合計時間:         | 合計時間:         | 18:47 |

| #  | タイトル                       | 作詞 | 作曲・編曲 | 時間 |
| -- | ------------------------------ | ---- | ---------- | ---- |
| 1. | 「オリジナル。 (Music Video)」 |      |            | 5:10 |

### 期間生産限定盤
| #         | タイトル                       | 作詞  | 作曲・編曲 | 時間 |
| --------- | ------------------------------ | ----- | ---------- | ---- |
| 1.        | 「オリジナル。」               |       |            | 4:43 |
| 2.        | 「Chip log」                   |       |            | 4:22 |
| 3.        | 「オリジナル。」(TV Ver.)      |       |            | 1:37 |
| 4.        | 「オリジナル。」(Instrumental) |       |            | 4:59 |
| 5.        | 「Chip log」(Instrumental)     |       |            | 4:22 |
| 合計時間: | 合計時間:                      | 20:21 |            |      |

| #  | タイトル                                                               | 作詞 | 作曲・編曲 | 時間 |
| -- | ---------------------------------------------------------------------- | ---- | ---------- | ---- |
| 1. | 「TVアニメ『亜人ちゃんは語りたい』ノンクレジットオープニングムービー」 |      |            | 1:40 |

## チャート
| チャート                                | 最高 順位 | 出典   |
| --------------------------------------- | --------- | ------ |
| 日本・オリコン 週間CDシングルランキング | 7         | [ 11 ] |
| Billboard Japan Hot 100                 | 20        | [ 12 ] |
| Billboard Japan Hot Animation           | 5         | [ 13 ] |
| Billboard Japan Hot Singles Sales       | 10        | [ 14 ] |

## 収録アルバム
| アルバム     | 発売日        | 備考                  |
| ------------ | ------------- | --------------------- |
| 『TAILWIND』 | 2017年8月23日 | 2ndオリジナルアルバム |